# Anny von Stosch
Anny von Stosch (* 3. Mai 1895 in Bremen; † 31. Dezember 1994 in Kassel) war eine deutsche Opernsängerin (Sopran).

## Leben
Stosch war in Berlin Schülerin des Gesanglehrers Jacques Stückgold. Nach Ende des Ersten Weltkrieges hatte Stosch als Konzertsängerin erste Auftritte und konnte 1924 am Stadttheater Königsberg als Opernsängerin debütieren.
Dort blieb sie bis 1927 und wurde dann bis Sommer 1928 ans Stadttheater Lübeck verpflichtet. Anschließend wechselte Stosch für vier Jahre an die städtischen Bühnen Darmstadt. 1932 wurde sie für eine Saison an das Opernhaus Düsseldorf engagiert und 1933 ging sie für zwei Jahre an die Oper nach Nürnberg.

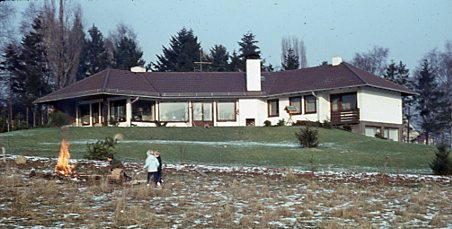
1965: Eigenheim in Kassel-Brasselsberg

1935 holte man Stosch an das Staatstheater nach Kassel, wo sie im 1937 unter anderem an der Uraufführung an der Oper Tobias Wunderlich von Joseph Haas mitwirken konnte. Zwischen 1935 und 1944 trat Stosch regelmäßig an der Berliner Staatsoper auf. In den Jahren 1936 bis 1938 sang Stosch auch bei den Bayreuther Festspielen und wurde damit eine der wichtigsten Wagner-Interpretinnen ihrer Zeit.
1950 verabschiedete sich Stosch in Kassel von der Bühne und wirkte anschließend fast zwanzig Jahre am ortsansässigen Konservatorium. Im Alter von 99 Jahren starb Anny von Stosch am 31. Dezember 1994 in Kassel.

## Rollen (Auswahl)
- Gertraud (Tobias Wunderlich, Joseph Haas)
- Agathe (Der Freischütz, Carl Maria von Weber)
- Iphigenie (Iphigenie in Aulis, Christoph Willibald Gluck)
- Marschallin (Der Rosenkavalier, Richard Strauss)